# Salinas (kommun i Brasilien, Minas Gerais, lat -16,12, long -42,17)
Salinas är en kommun i Brasilien.   Den ligger i delstaten Minas Gerais, i den östra delen av landet, 600 km öster om huvudstaden Brasília. Antalet invånare är 39 182.
Följande samhällen finns i Salinas:
- Salinas

I omgivningarna runt Salinas växer huvudsakligen savannskog. Runt Salinas är det ganska glesbefolkat, med 21 invånare per kvadratkilometer.